# En uge uden smil
En uge uden smil er en dansk dokumentarfilm fra 1980, der er instrueret af Katia Forbert Petersen.

## Handling
En skildring af to seksårige børns hospitalsophold. De er indlagt for at få fjernet mandler, og filmen registrerer deres følelsesmæssige reaktioner under hospitalsopholdet. Børnene opholder sig ca. en uge på hospitalet, men selv dette korte ophold influerer på deres psykiske tilstand. De føler sig skiftevis angste og trygge, de har hjemve, de føler, at forældrene svigter osv. Filmen lægger op til en diskussion af de psykiske aspekter ved børns hospitalsophold og viser de problemer, som forældre og personale skal være opmærksomme på.